# Datteln
Datteln is een stad en gemeente in de Duitse deelstaat Noordrijn-Westfalen, gelegen aan de noordkant van het Ruhrgebied in de Kreis Recklinghausen. De gemeente telt 34.714 inwoners (31 december 2020) op een oppervlakte van 66,08 km².

## Indeling van de gemeente
De gemeente is in stadsdistricten ingedeeld, die gehuchten of verspreide groepen boerderijen (Bauerschaften), stadswijken of dorpen omvatten:
In mei 2020 hadden deze de volgende aantallen inwoners:
| Districtnr. | District               | Bevolking 31/5/2020 |
| ----------- | ---------------------- | ------------------- |
| 110         | Stadtmitte             | 5.841               |
| 120         | Hachhausen             | 6.160               |
| 130         | Beisenkamp             | 2.602               |
| 140         | Hagem                  | 4.139               |
| 150         | Hötting                | 3.373               |
| 160         | Dümmer                 | 3.288               |
| 170         | Meckinghoven           | 3.252               |
| 180         | Im Winkel              | 703                 |
| 190         | Ahsen                  | 1.146               |
| 200         | Horneburg              | 1.531               |
| 210         | Emscher-Lippe          | 807                 |
| 220         | Schwakenburg           | 733                 |
| 230         | Bauerschaft Hagem      | 204                 |
| 240         | Bauerschaft Losheide   | 56                  |
| 250         | Bauerschaft Natrop     | 124                 |
| 255         | Natrop                 | 413                 |
| 260         | Bauerschaft Pelkum     | 173                 |
| 270         | Bauerschaft Klostern   | 404                 |
| 280         | Bauerschaft Ostleven   | 166                 |
| 290         | Bauerschaft Bockum     | 152                 |
| 300         | Bauerschaft Hachhausen | 123                 |
| 310         | Bauerschaft Löringhof  | 16                  |
|             | Datteln                | 35.890              |

1. 1 2 3  In het kader van een gemeentelijke herindeling in 1975 aan Datteln toegevoegd.
2. ↑  Pelkum is een afgelegen klein dorp ten oosten van het DEK. Het moet niet worden verward met het circa 25 km oostelijker gelegen, veel grotere dorp Pelkum, dat een Ortsteil van de stad Hamm is.

Hagem en Beisenkamp liggen aan de zuidrand van de eigenlijke stad. Meckinghoven ligt nog iets zuidelijker. Horneburg ligt kort ten westen van Meckinghoven.
Ahsen ligt 6 km ten noorden van het centrum aan de Lippe en het WDK, dicht bij de beboste heuvelrug  Die Haard, die voor een groot deel in buurgemeente Oer-Erkenschwick ligt.

## Buurgemeenten
Datteln grenst aan de volgende steden: 
- In het noorden, in het Münsterland: Olfen
- In het noordoosten: Selm
- In het oosten: Waltrop
- In het zuiden: Castrop-Rauxel en Recklinghausen
- In het westen: Oer-Erkenschwick
- In het noordwesten: Haltern am See.

Met Waltrop en Oer-Erkenschwick werkt de gemeente Datteln officieus samen als  deelregio Ostvest.

## Waterwegen
De stad Datteln ligt direct ten westen van een knooppunt van waterwegen. Dit Kanalkreuz Datteln geldt in Duitsland ook als een bezienswaardigheid op het gebied van industrieel erfgoed. Aan de noordwestkant mondt het Wesel-Dattelnkanaal (WDK) uit in het Dortmund-Eemskanaal (DEK). Op dezelfde plek mondt ook de niet meer bevaarbare Alte Fahrt, de in Olfen doodlopende vroegere bedding van het DEK, uit in het huidige DEK. En ongeveer 1,5 km verder noordwaarts, kruist de Lippe het DEK. De Lippe kronkelt schilderachtig door het tot de gemeente behorende dorpje Ahsen.
Anderhalve kilometer ten zuid-zuidwesten van de uitmonding van het WDK in het DEK, mondt het vanuit het oosten lopende Datteln-Hammkanaal (DHK) uit in het DEK. 
Ten slotte takt enige kilometers ten zuiden van Datteln, bij Ortsteil Meckinghoven en de bekende scheepslift,  ook het Rijn-Hernekanaal nog af van het DEK.
Al deze vier kanalen (CEMT-klasse Vb) zijn van groot belang voor de binnenscheepvaart in het Ruhrgebied.
Het Kanalkreuz Datteln, op een waterpeil van 56,5 m boven zeeniveau, geldt als een kruinpand (Duits: Scheitelhaltung). Dat is een gedeelte van een kanaal, dat hoger ligt dan andere gedeelten. Zonder waterbouwkundige werken zou het water in het kanaal in zo'n kruinpand naar alle kanten weglopen. Daarom zijn er in dit gebied diverse kunstwerken, zoals stuwen en sluizen aangelegd, en ook voor Duitsland kenmerkende zogenaamde Sperrtore. Een Sperrtor is een, meestal stalen, deur, waarmee het kanaal bij gevaar voor een overstroming of juist als in een deel van het kanaal de waterstand gevaarlijk laag is, geheel afgesloten kan worden.

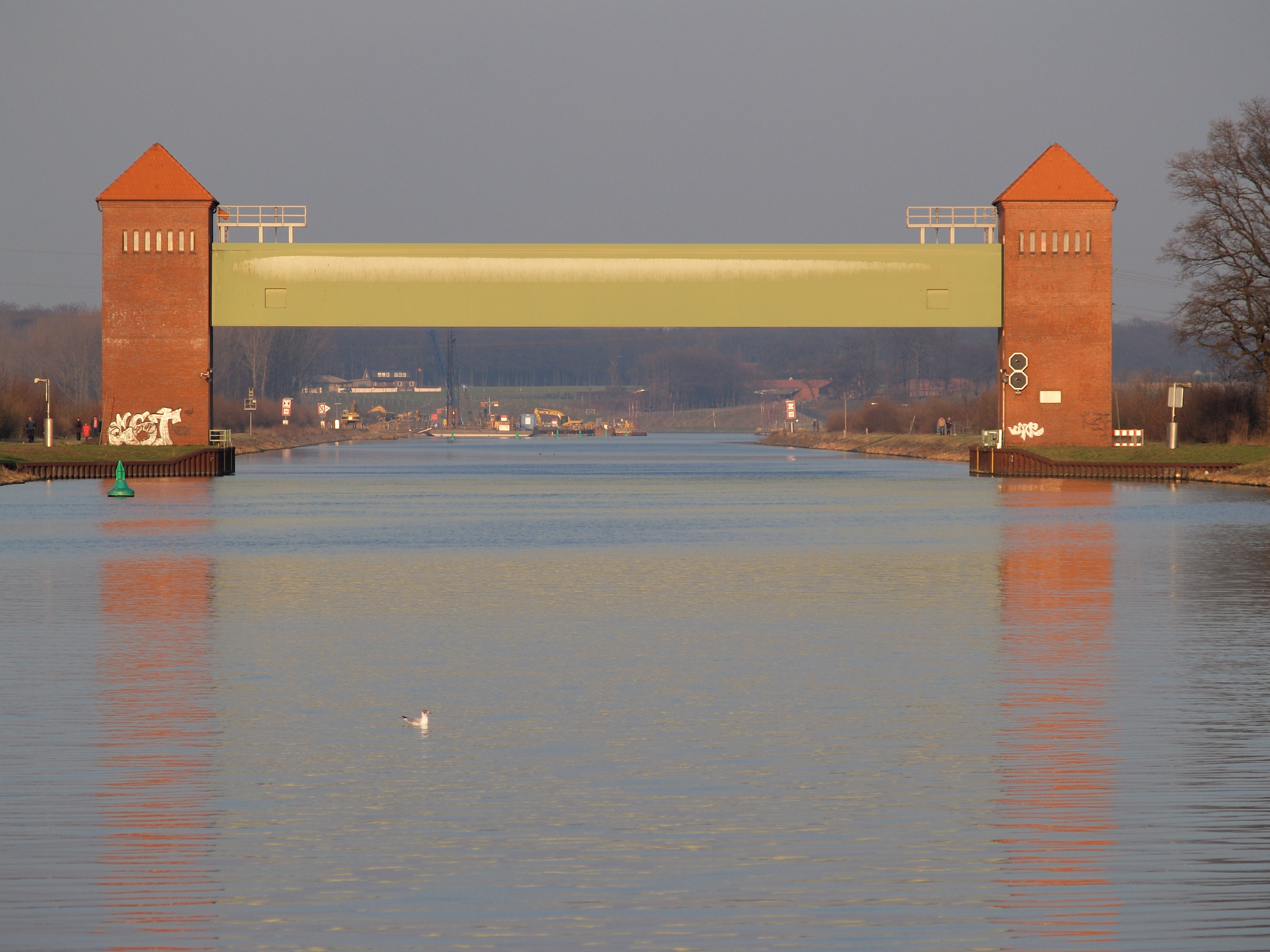
Het DEK, met open Sperrtor
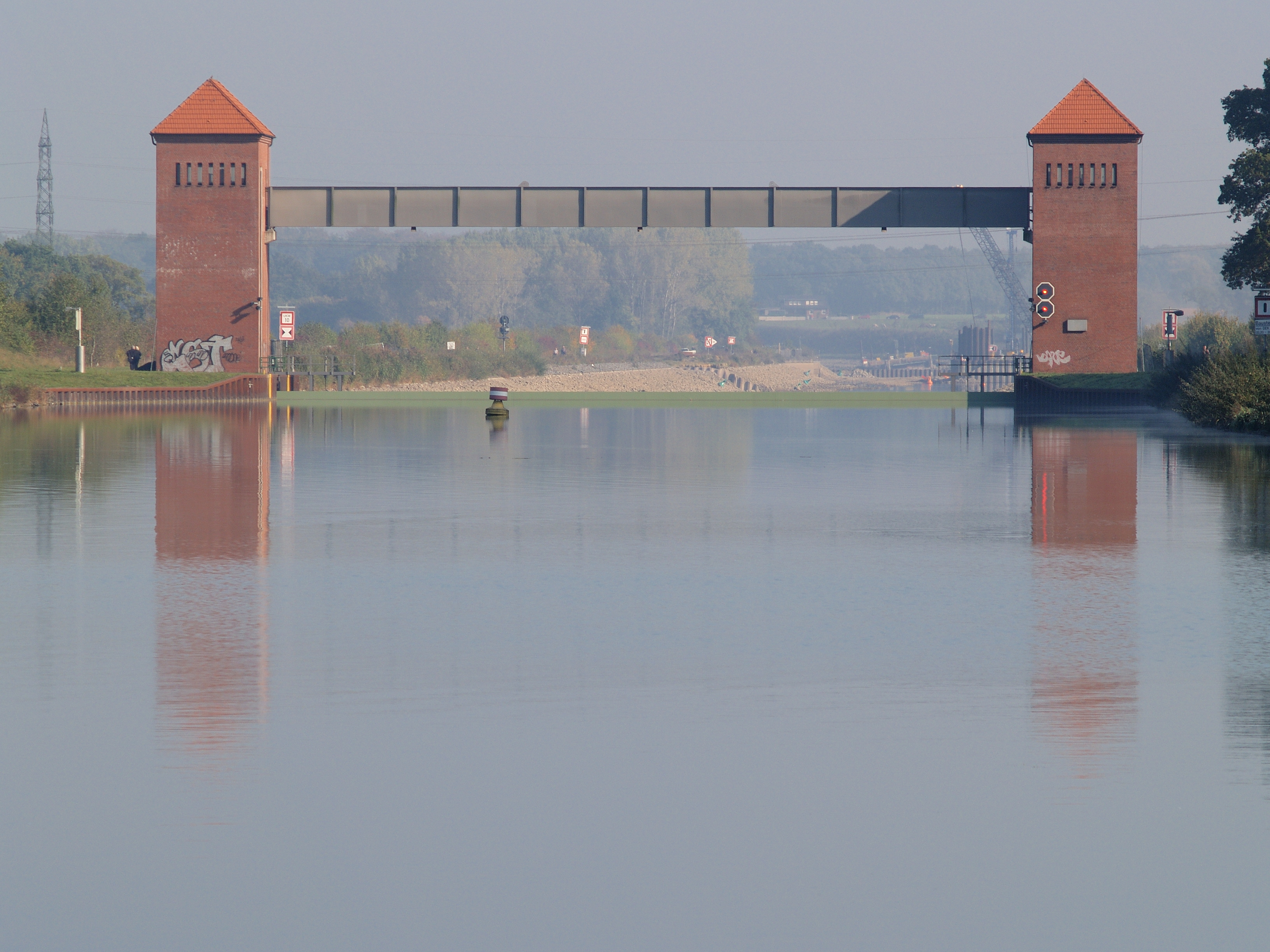
Het DEK, met gesloten Sperrtor
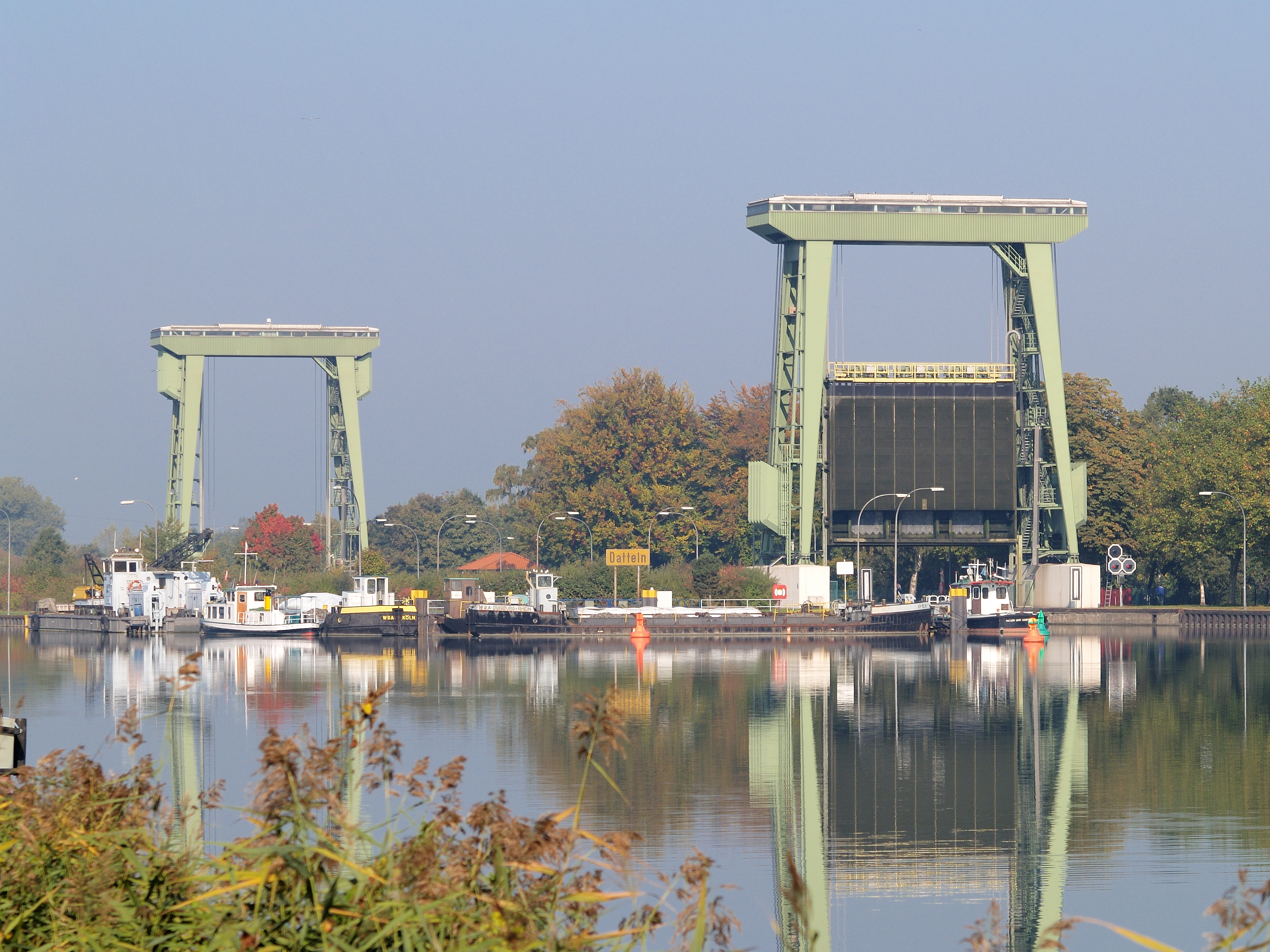
Sluis Datteln in het WDK (1)
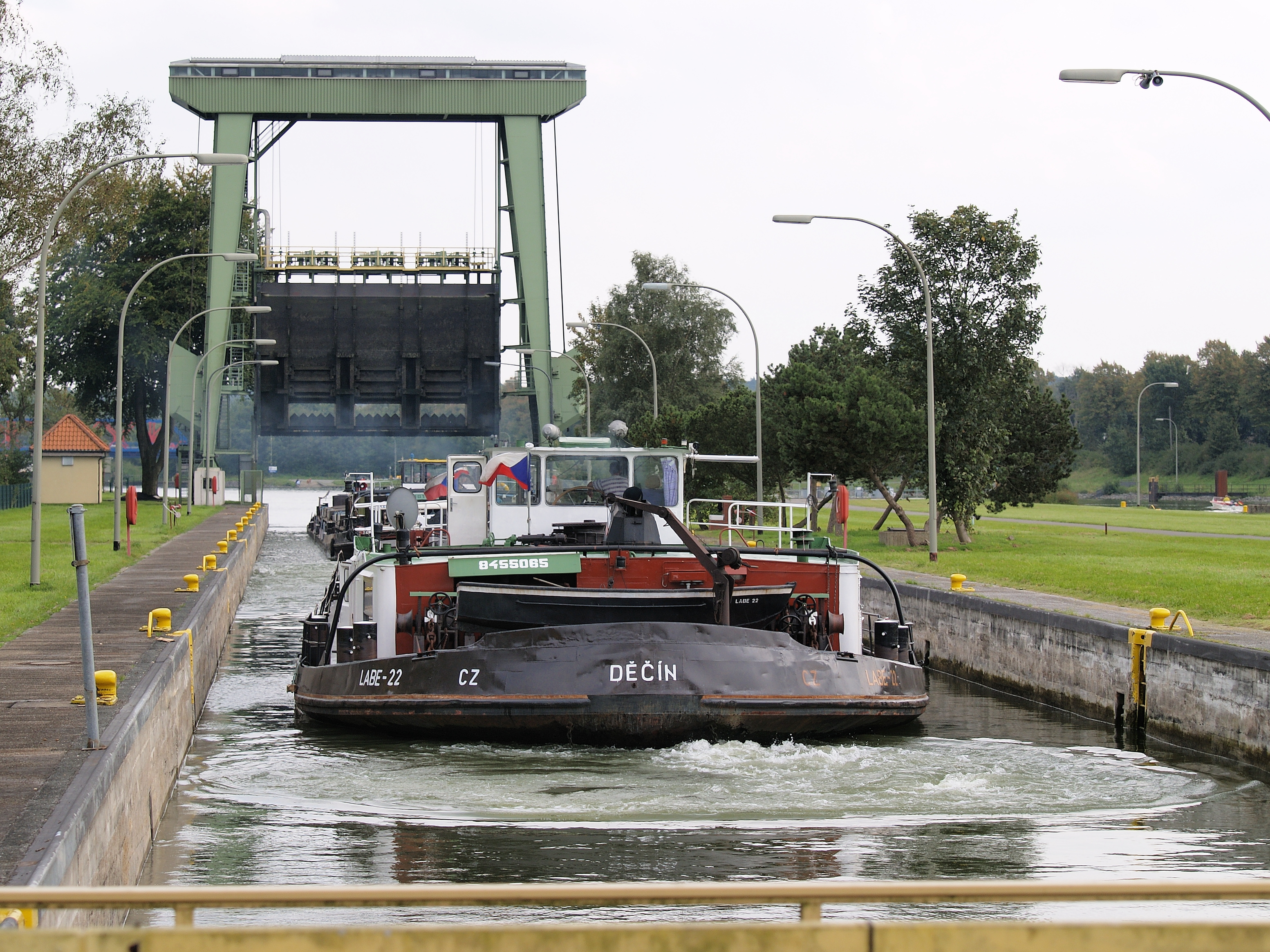
Sluis Datteln in het WDK (2)
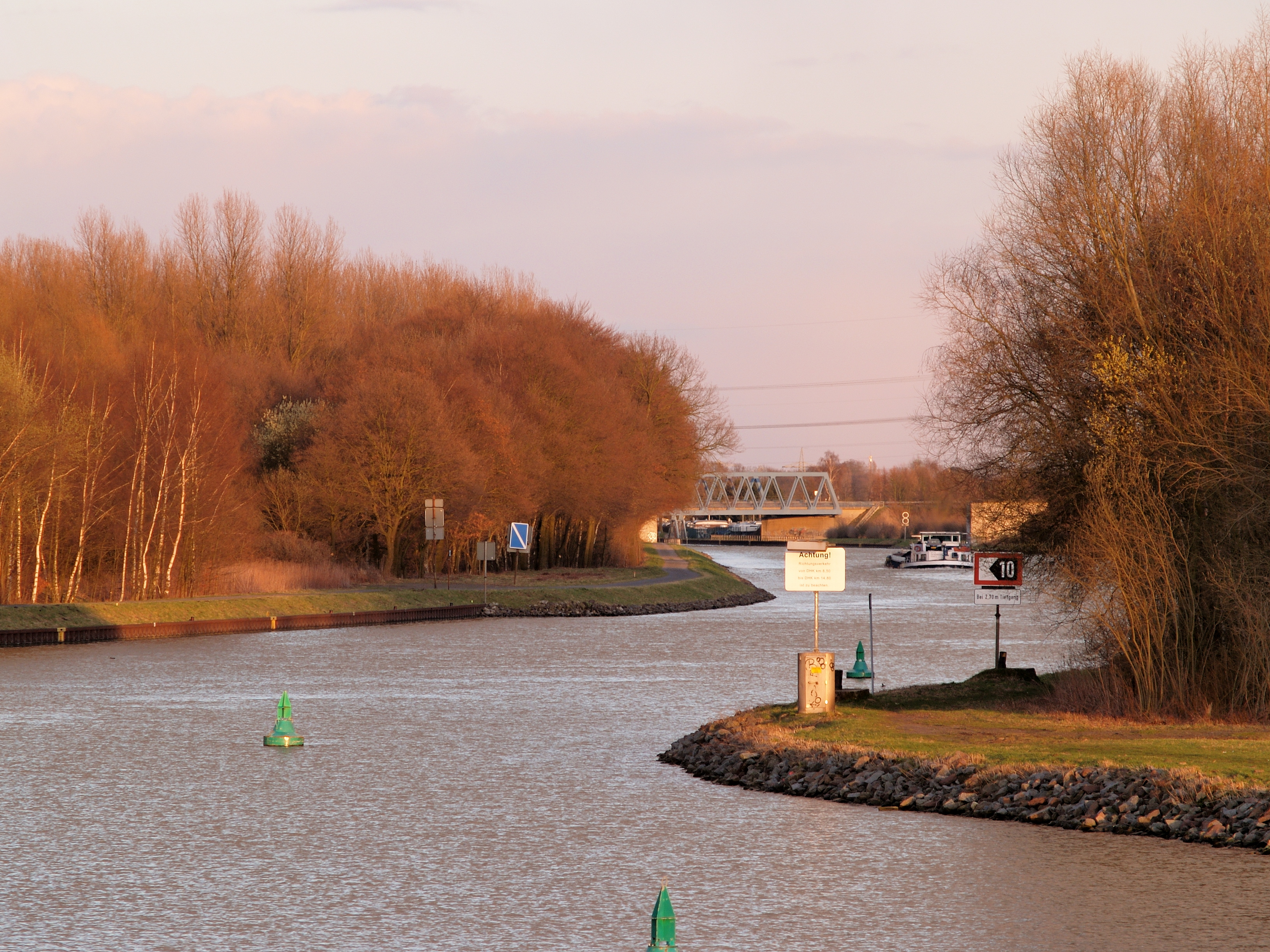
Splitsing van het DHK en het DEK
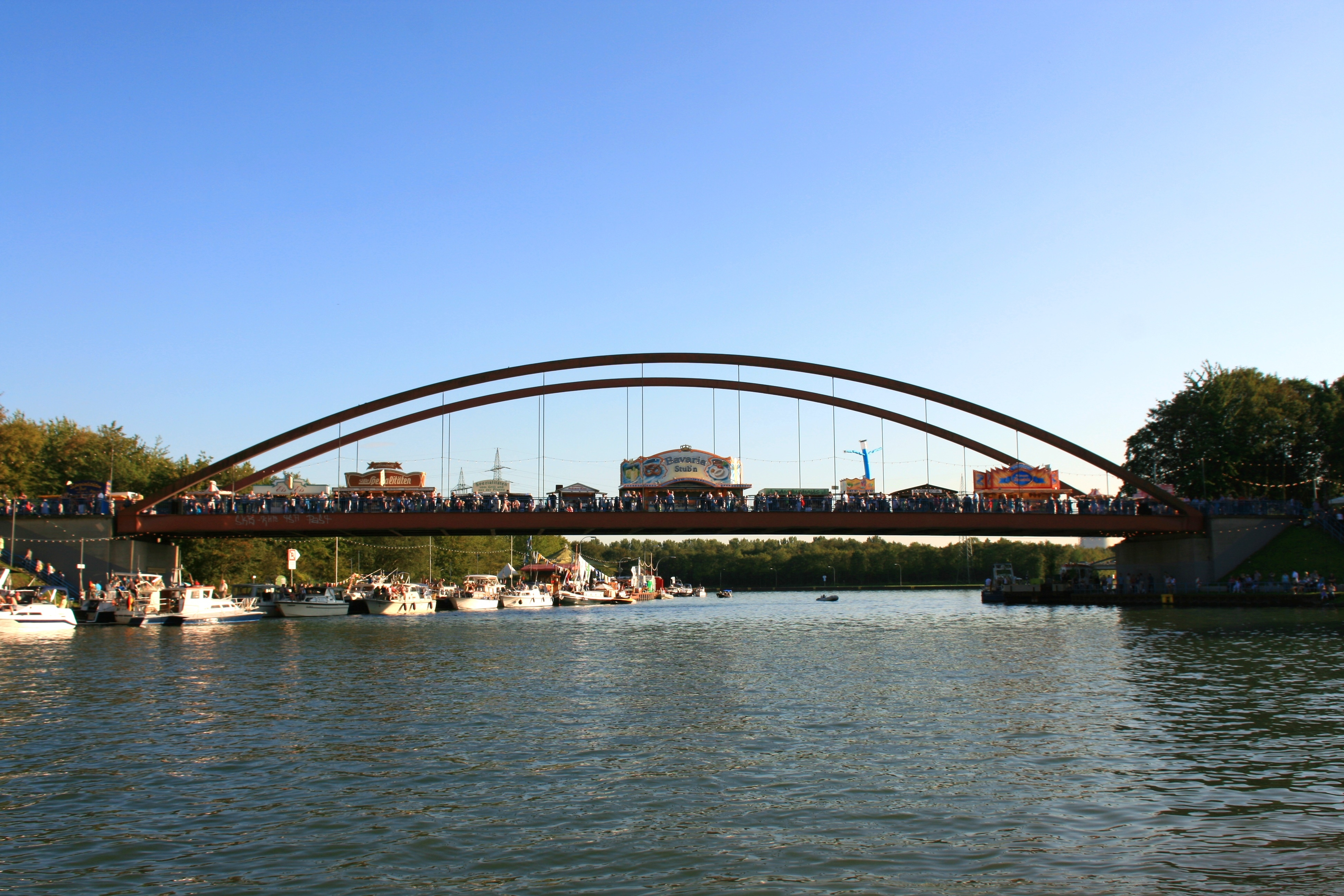
Brug over het Dortmund-Eemskanaal
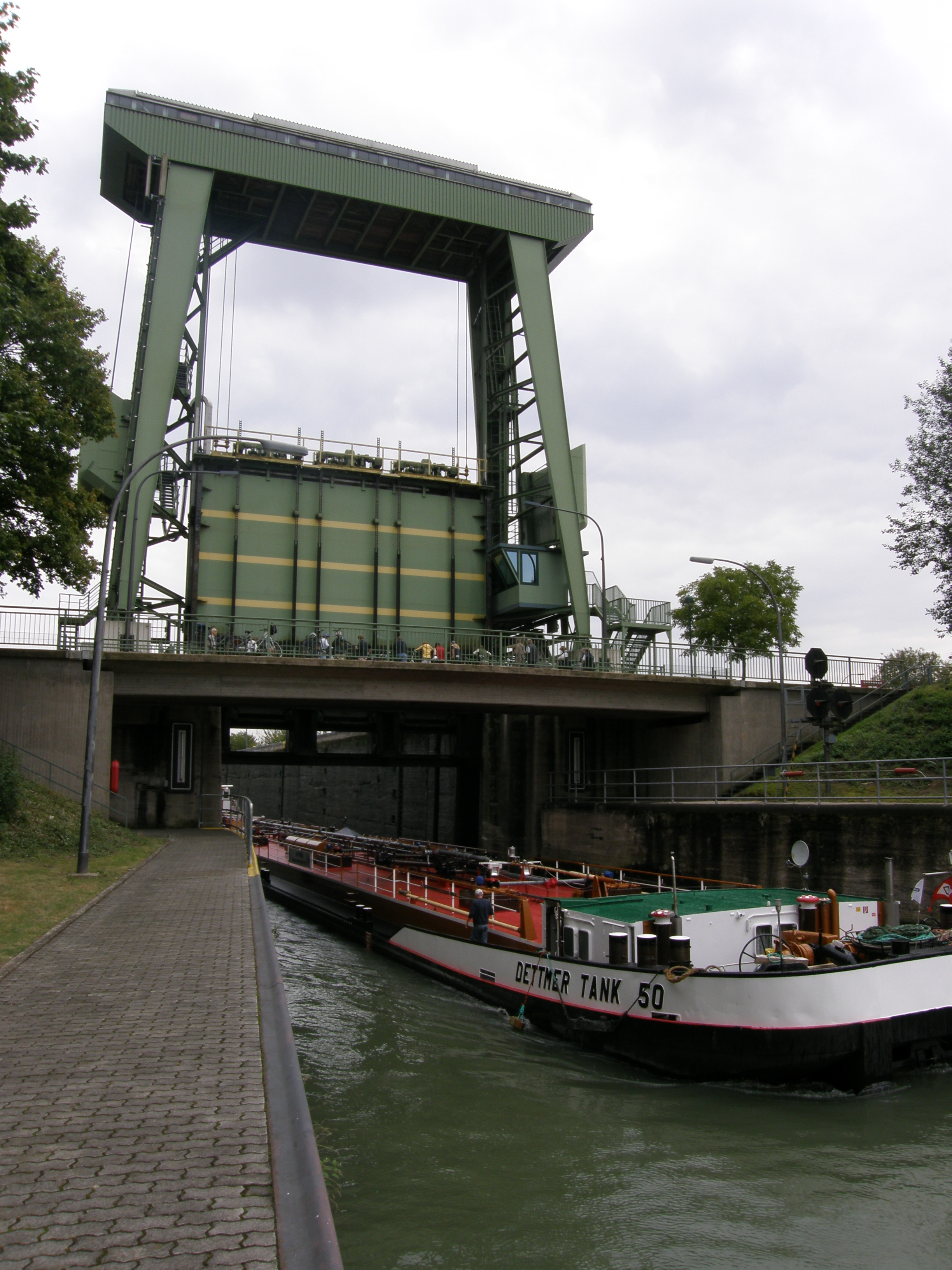
Sluis Ahsen in het WDK

Datteln zelf heeft een binnenhaven aan het WDK, waar vrachtschepen echter geen goederen kunnen laden of lossen. Wel kunnen ze er voor klein onderhoud liggen, brandstof laden en afgewerkte olie lossen. Datteln heeft op dezelfde locatie ook een jachthaven.

## Overig verkeer
Vanuit  Datteln is de Autobahn A2 te bereiken via de Bundesstraße 235. Afrit 11 Henrichenburg ligt circa 5½ kilometer ten zuidwesten van het centrum van Datteln. De andere kant op leidt de Bundesstraße 235 naar Olfen. De andere buurgemeentes zijn vanuit Datteln over goede secundaire wegen te bereiken.
De  spoorlijn Hamm-Osterfelder Bahn dient sinds 1983 alleen nog voor goederenvervoer. Het station van Datteln, in het zuidelijke stadsdeel Meckinghoven, is buiten gebruik voor reizigersverkeer.    Openbaar vervoer (vanaf en naar het kleine busstation in het zuidelijk gedeelte van de binnenstad) is beperkt tot busdiensten van en naar o.a. Recklinghausen en Dortmund. Exploitante is Vestische Straßenbahnen GmbH, onderdeel van Verkehrsverbund Rhein-Ruhr. De meeste bussen rijden niet 's avonds of in de weekeinden.

## Economie
De stad Datteln heeft een aantal middelgrote industriële en logistieke bedrijven binnen haar grenzen. Daaronder zijn een drukkerij, het kantoor van een Maleisische (vroeger Duitse) fabriek van grote heteluchtballons en enige bedrijven op het gebied van de bouw- en metaalnijverheid en materialen daarvoor, alsmede een logistiek centrum van een grote supermarktketen. De grootste werkgever in de stad is echter het plaatselijke ziekenhuis, dat ook een voor geheel het Ruhrgebied belangrijk kinderziekenhuis met 251 bedden exploiteert.
Belangrijk, maar om milieuredenen (hoge CO2-uitstoot) zeer omstreden, is de kolencentrale. Deze elektriciteitscentrale met een capaciteit van 1.100 megawatt is gebouwd ter vervanging van drie oude, in 2014 stilgelegde centrales. De centrale is op 30 mei 2020 in bedrijf genomen, ondanks hevige protesten van milieuactivisten.
Met het kanalenknooppunt bij de stad in verband staat de vestiging te Datteln van enige regionale instanties op het gebied van waterhuishouding en van toezicht op het scheepvaartverkeer.

## Geschiedenis
De huidige gemeente is ontstaan uit een aantal, reeds in de middeleeuwen ontstane gehuchten en dorpjes (tussen haakjes het jaartal van de eerste vermelding in een document, en de oude naam uit dat document):  Datteln (Datlen- datha-loh- 1147), Pelkum (Peluchem 890), Meckinghoven (curia Meckinghofan 1188), Hagem (Haginheim 1160), Sutum (Suethem 1188), Wentrup (Venninctorpe 1325), Hachhausen (1344 Hachhusin), Drybern (Driburi, 14e eeuw), Klostern (Knostern 1541). Het gebied was tot aan de Napoleontische tijd deel van het Vest Recklinghausen, waar de facto het Prinsbisdom Keulen de politieke macht bezat. De meerderheid van de christenen in Datteln is om deze historische reden tot op de huidige dag rooms-katholiek. Na 1803 maakte Datteln, zoals geheel Westfalen, deel uit van het Koninkrijk Pruisen en vanaf 1871 van het Duitse Keizerrijk.
Tot circa 1880 was Datteln een, weliswaar welvarend, boerendorp, met veel ambachtelijke bedrijfjes ten behoeve van het platteland in de omgeving. Daarna volgde, met de opening van spoorlijnen en kanalen en de ontdekking van steenkool in de omgeving, de industrialisatie, die kenmerkend was voor de geschiedenis van het Ruhrgebied.
In 1899 werd een bedrijf geopend, dat chemicaliën voor toepassing in de bouwnijverheid produceerde. Van 1902-1972 werd in de gemeente steenkool gedolven in de mijn Emscher-Lippe I/II. Veel gebouwen in de huidige binnenstad zijn in de periode 1920-1930 gebouwd.
In 1936 kreeg Datteln het recht zich stad te noemen. In de Tweede Wereldoorlog had Datteln zwaar te lijden van onder andere luchtbombardementen door de geallieerden. In 1946 stonden de Britse bezettingstroepen de bouw van een herstellingsoord voor mijnwerkerskinderen toe, waaruit later het nog bestaande kinderziekenhuis zich heeft ontwikkeld. 
Van 1968-2009 stond er in de stad een grote zinkfabriek; een moderne kolenmijn, Schacht an der Haard, is van 1983-1999 in bedrijf geweest.
In het ten zuidwesten van Datteln gelegen dorp Horneburg stond tot 1646 het kasteel van de in 1418 verdreven Heren van Oer (zie Oer-Erkenschwick).

## Bezienswaardigheden, toerisme
- De rooms-katholieke St.-Amanduskerk dateert uit omstreeks 1520, de toren reeds uit 1250. De kerk is laatgotisch, de toren romaans. In de 18e, 19e en 20e eeuw (herbouw na verwoesting in de Tweede Wereldoorlog) werd het gebouw diverse malen ingrijpend verbouwd of gerenoveerd. Het corpus op het grote crucifix in de kerk is 12e-eeuws en bevat relieken, mogelijk van St. Amandus.
- Dat Datteln van oorsprong een dorp is, is te zien aan de grote, in 1809 gebouwde boerderij Dorfschultenhof dicht bij het gemeentehuis, in het centrum. De boerderij huisvest een volkshogeschool. Een gedeelte van de collectie van het in 2017 opgeheven dorpsmuseum is er ook nog te zien.
- Er wordt in de stad veel gedaan, om de bevolking, voor zowel woon-werk- of woon-schoolverkeer als voor vrijetijdsbesteding aan het fietsen te krijgen, o.a. door het uitzetten van langeafstandsfietsroutes. Langs de vele kanalen lopen weggetjes (voormalige jaagpaden), die deel uitmaken van deze routes.
- Het Kanalkreuz Datteln ten oosten van de stad  geldt in Duitsland als een bezienswaardigheid op het gebied van industrieel erfgoed.
- Het Russisch-Orthodoxe St. Maria-Magdalenakerkje te Horneburg was vroeger de slotkapel van het kasteel aldaar, waarvan het overgebleven restant (de voorburcht) na vele verbouwingen sinds 1965 een school met internaat huisvest. Het interieur van het kerkje dateert deels uit de barok (17e-18e eeuw).
- Natuurschoon:
  - Dal van de Lippe bij Ahsen
  - Beboste heuvelrug Die Haard ten W. van de stad met de, in gemeente Oer-Erkenschwick gelegen 156 m hoge heuvel Stimberg; bovenop deze heuvel staat een telecommunicatietoren van de Bundeswehr; tijdens open dagen van het leger kan deze toren bezichtigd worden. Vanuit Ahsen voert een fraaie, 7 à 8 km lange, wandelroute hierheen.

## Belangrijke personen in relatie tot de gemeente

### Geboren
- Bernhard Poether (* 1 januari 1906 in Datteln; † 5 augustus 1942 in Concentratiekamp Dachau), rooms-katholiek priester in het Bisdom Münster, zette zich ten tijde van het Derde Rijk in voor de zielzorg aan mensen met Poolse roots (door de nazi's gediscrimineerd als Untermenschen) in het Ruhrgebied, ook door tegen wetten en maatregelen van de nazi's te protesteren; werd in september 1939 door de Gestapo gearresteerd en later, in april 1941, naar concentratiekamp Dachau overgebracht, waar hij in 1942 t.g.v. ondervoeding  en marteling overleed.
- Ingo Anderbrügge (* 2 januari 1964), voormalig profvoetballer (middenvelder), speelde o.a. van 1984-1988 bij Borussia Dortmund en van 1988-1999 bij FC Schalke 04, met welke ploeg hij in 1997 de UEFA-Cup won.
- Dunja Hayali (* 6 juni 1974 in Datteln) Duits journaliste en tv-presentatrice met Syrisch-christelijke roots, in 2018 onderscheiden met het Kruis van Verdienste aan Lint van de Orde van Verdienste van de Bondsrepubliek Duitsland wegens haar engagement tegen racisme en vreemdelingenhaat
- Charlotte Becker (*1983), wielrenster

### Overigen
- Dennis 'Big Bad' Wolf (Tokmak, Kirgizië, 30 oktober 1978), Duits professioneel bodybuilder, inwoner van Datteln

## Partnergemeenten
- Cannock in  het Verenigd Koninkrijk sinds 1971
- Genthin in Saksen-Anhalt, Duitsland, sinds 1990

## Afbeeldingen

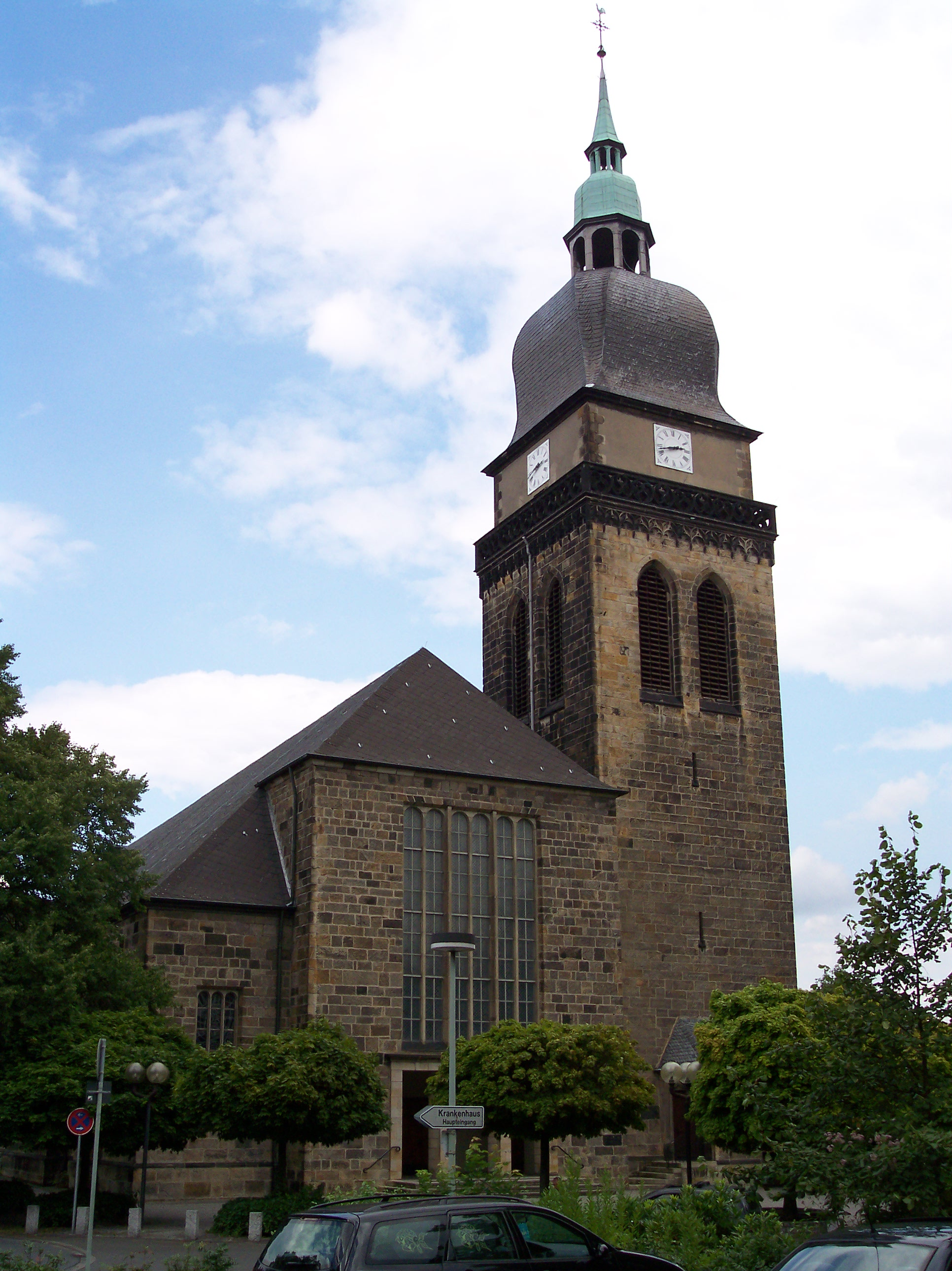
R.K. St. Amanduskerk
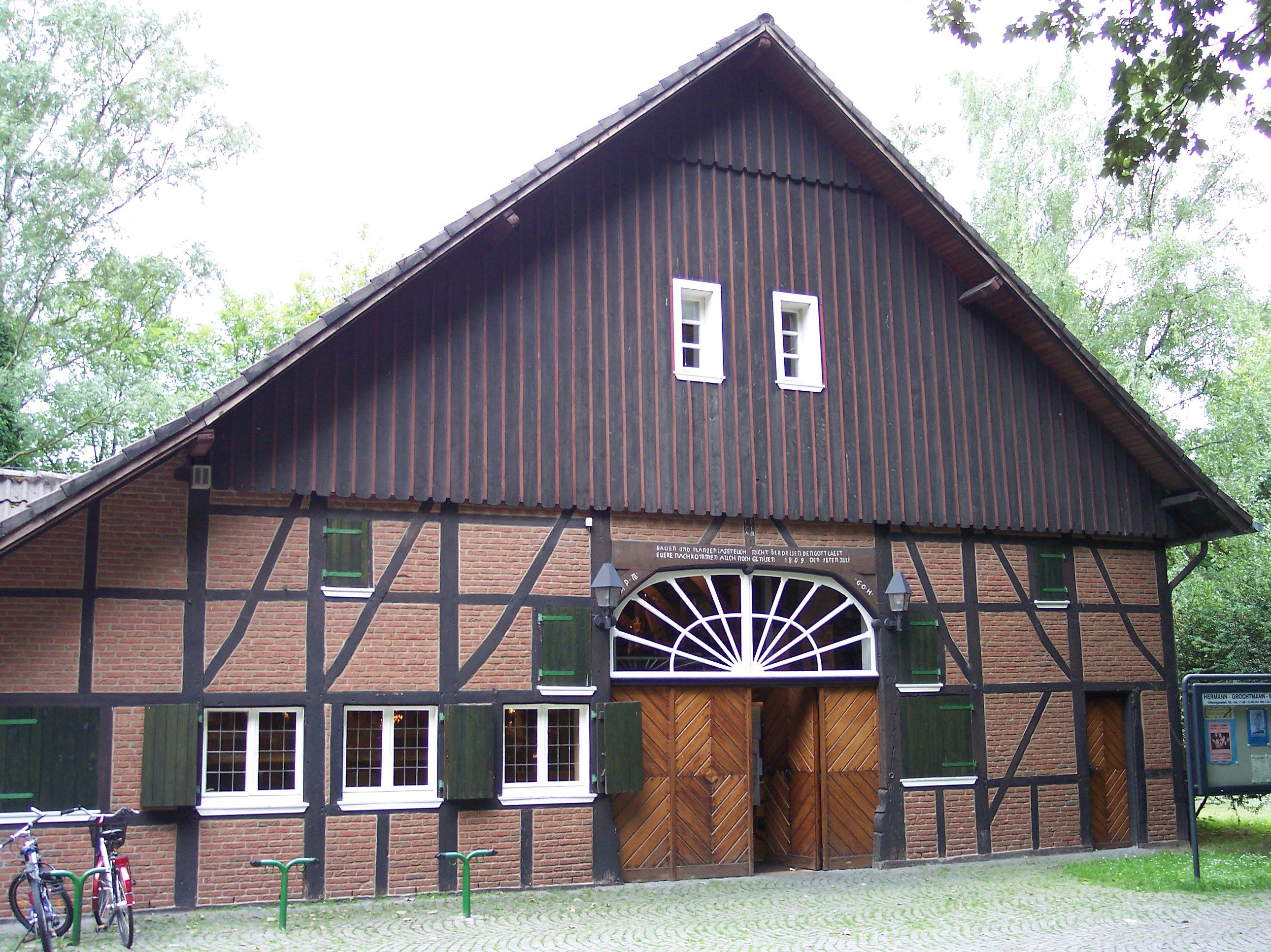
De Dorfschultenhof (volkshogeschool, oudheidkamer)
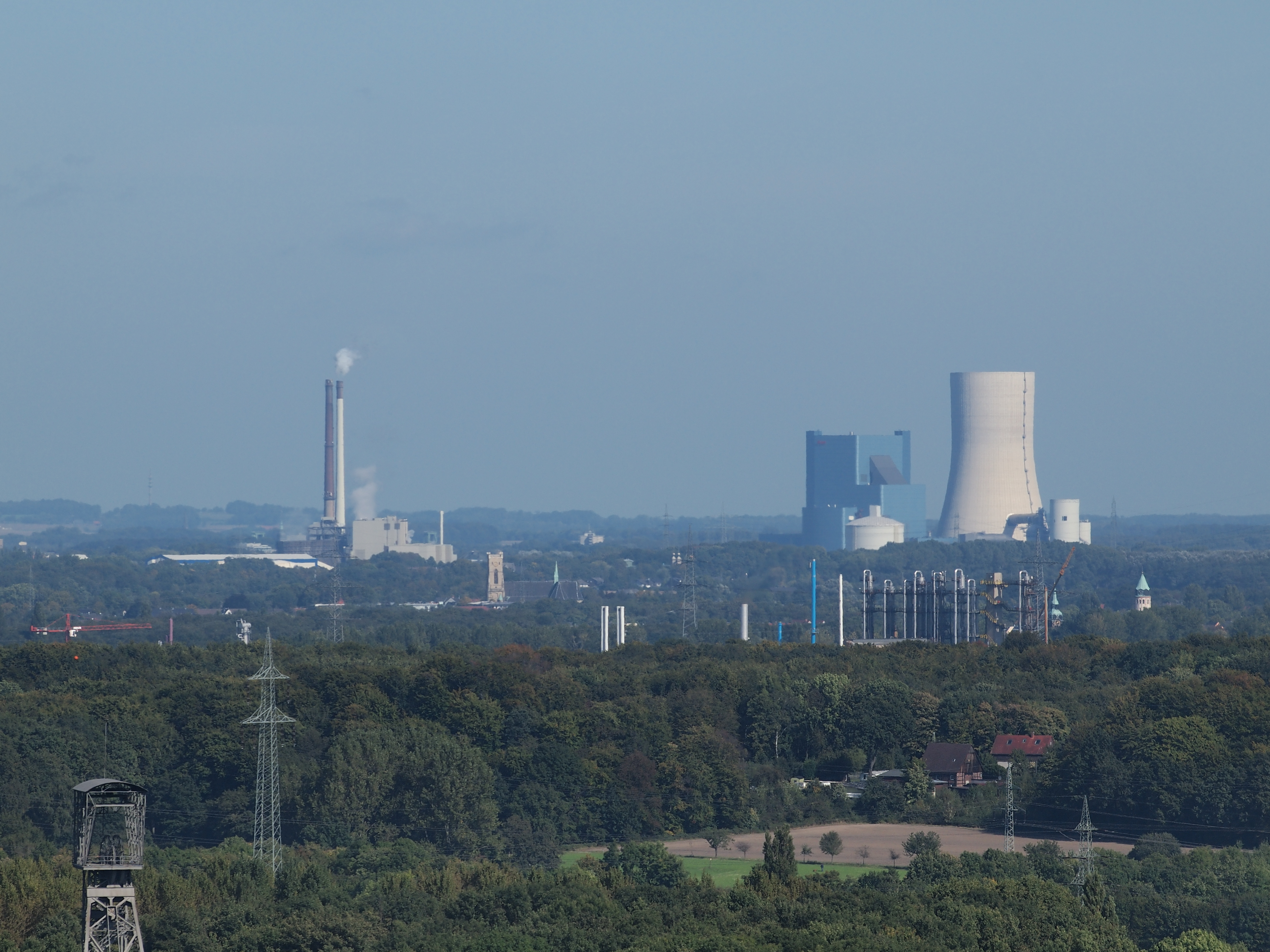
Kolencentrales Datteln, links de 3 oude, in 2014 stilgelegde centrales, rechts de nieuwe
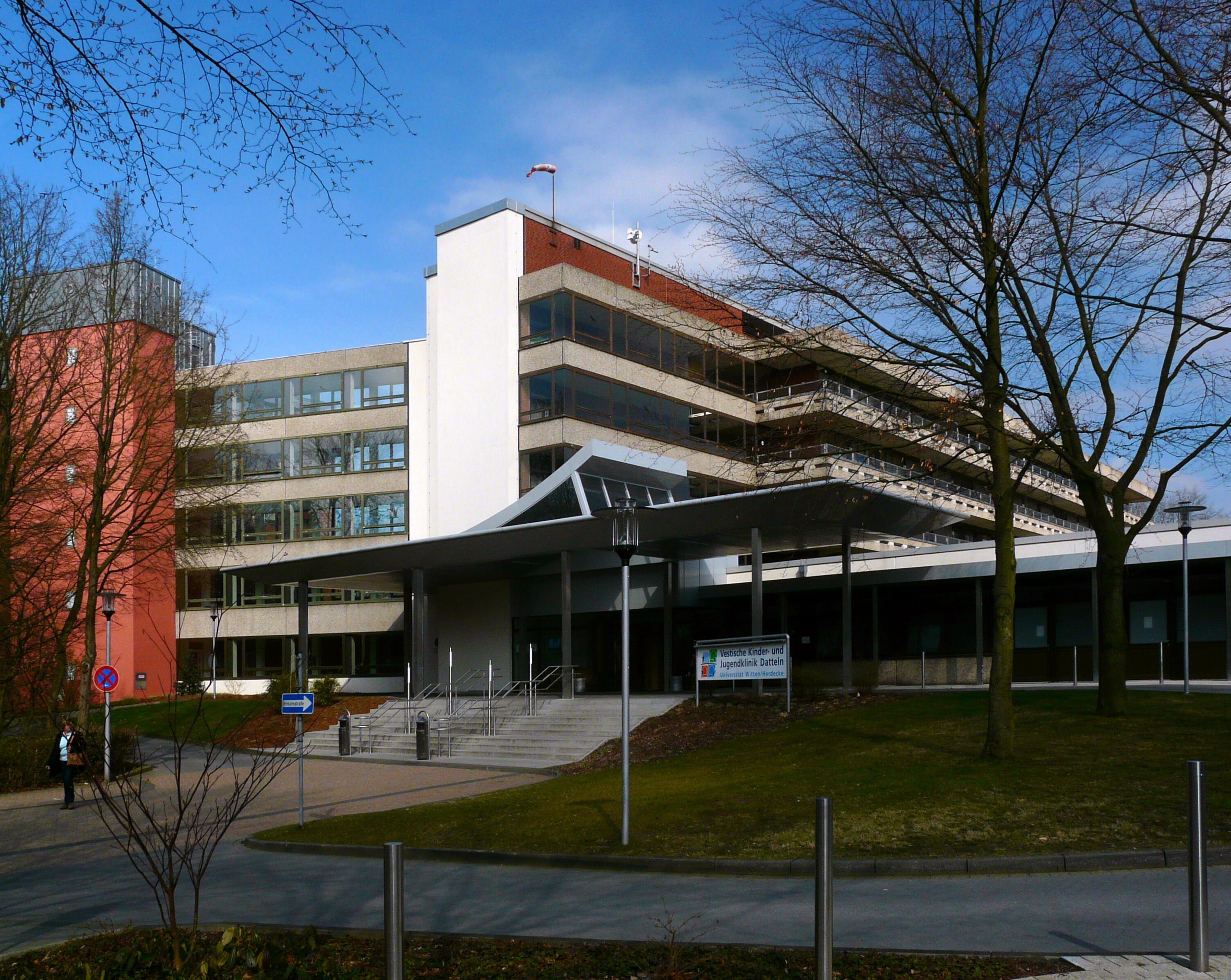
Kinderziekenhuis
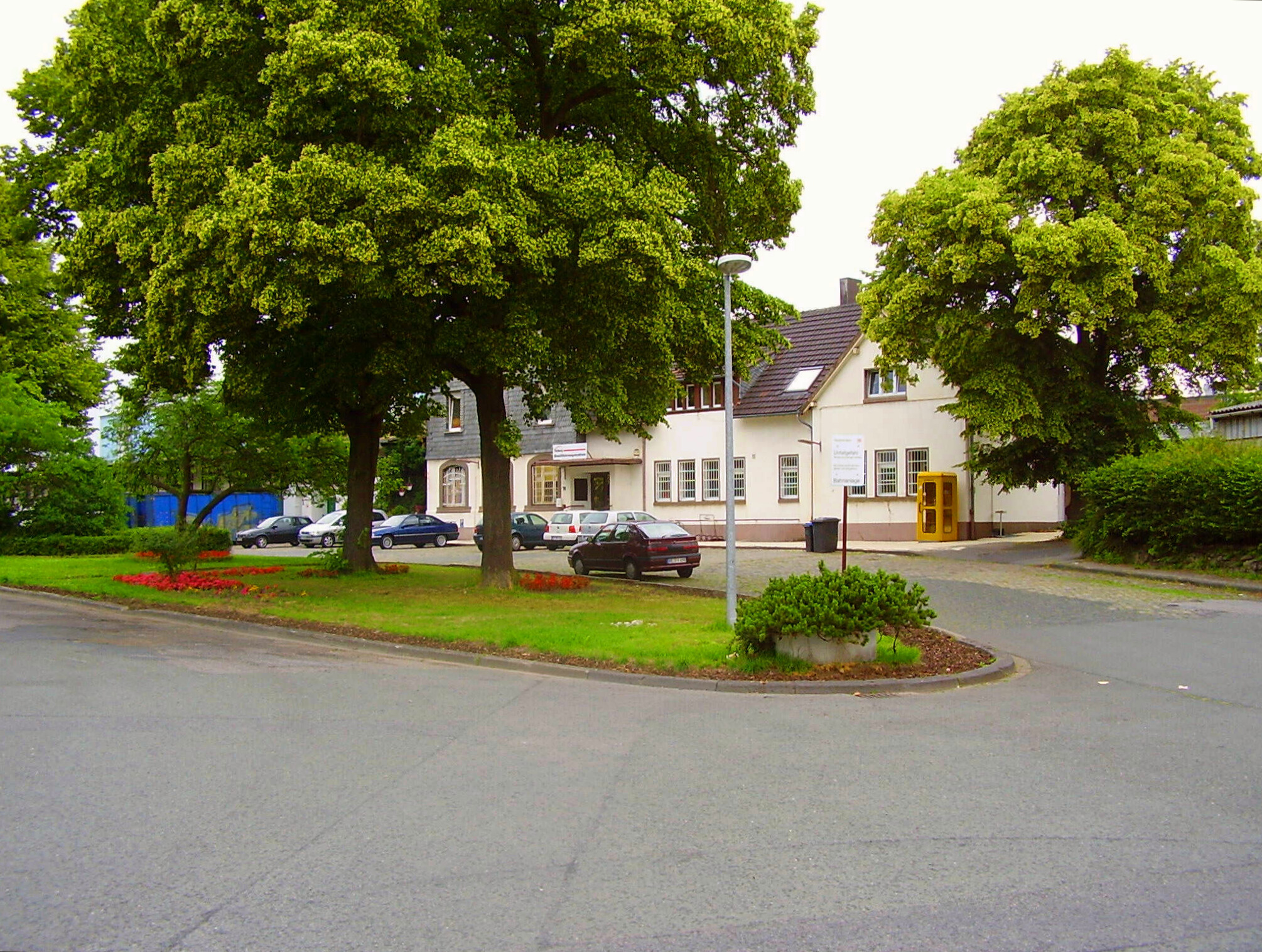
Voormalig station
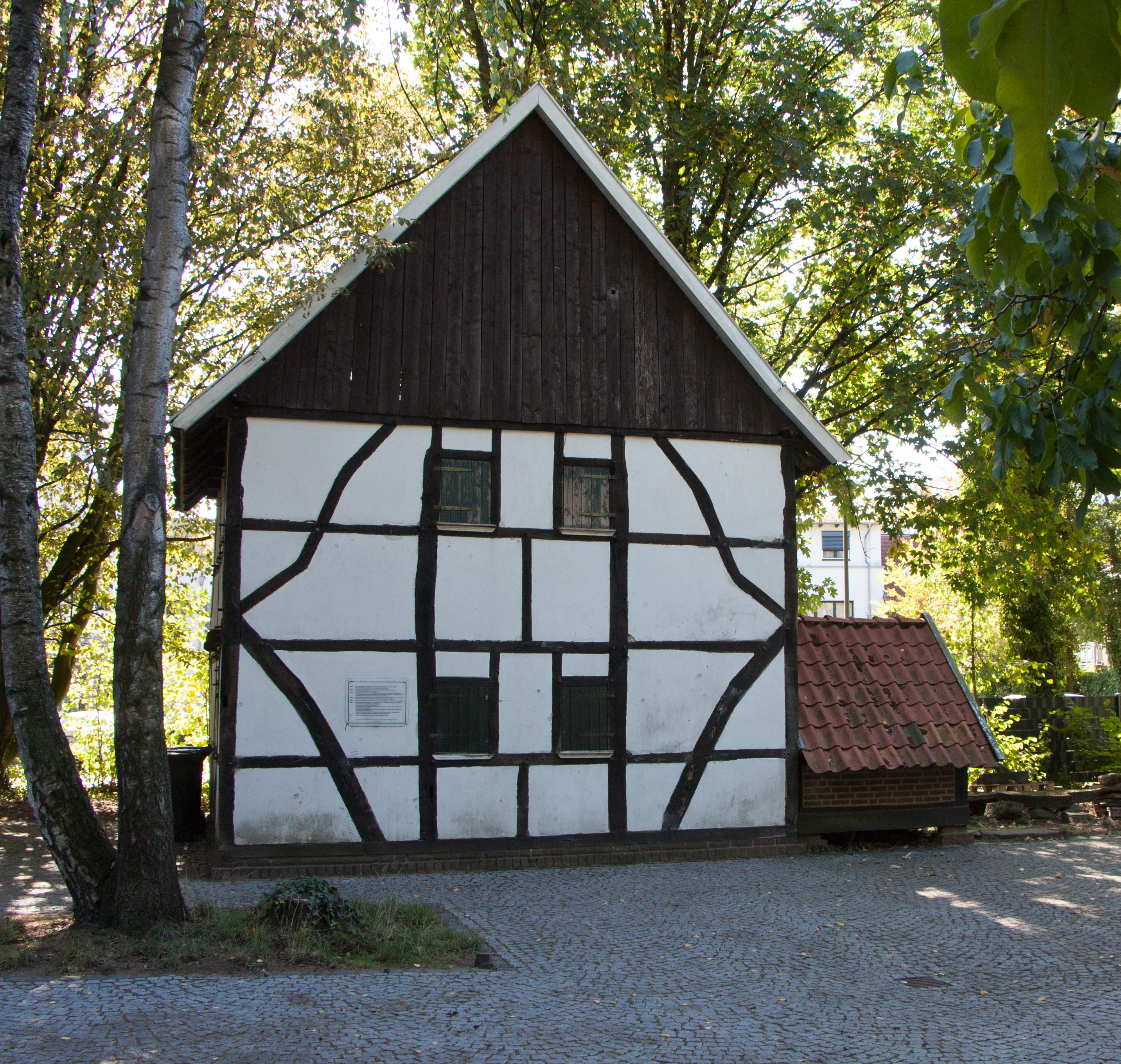
Vakwerkbakhuis, Genthiner Straße Datteln
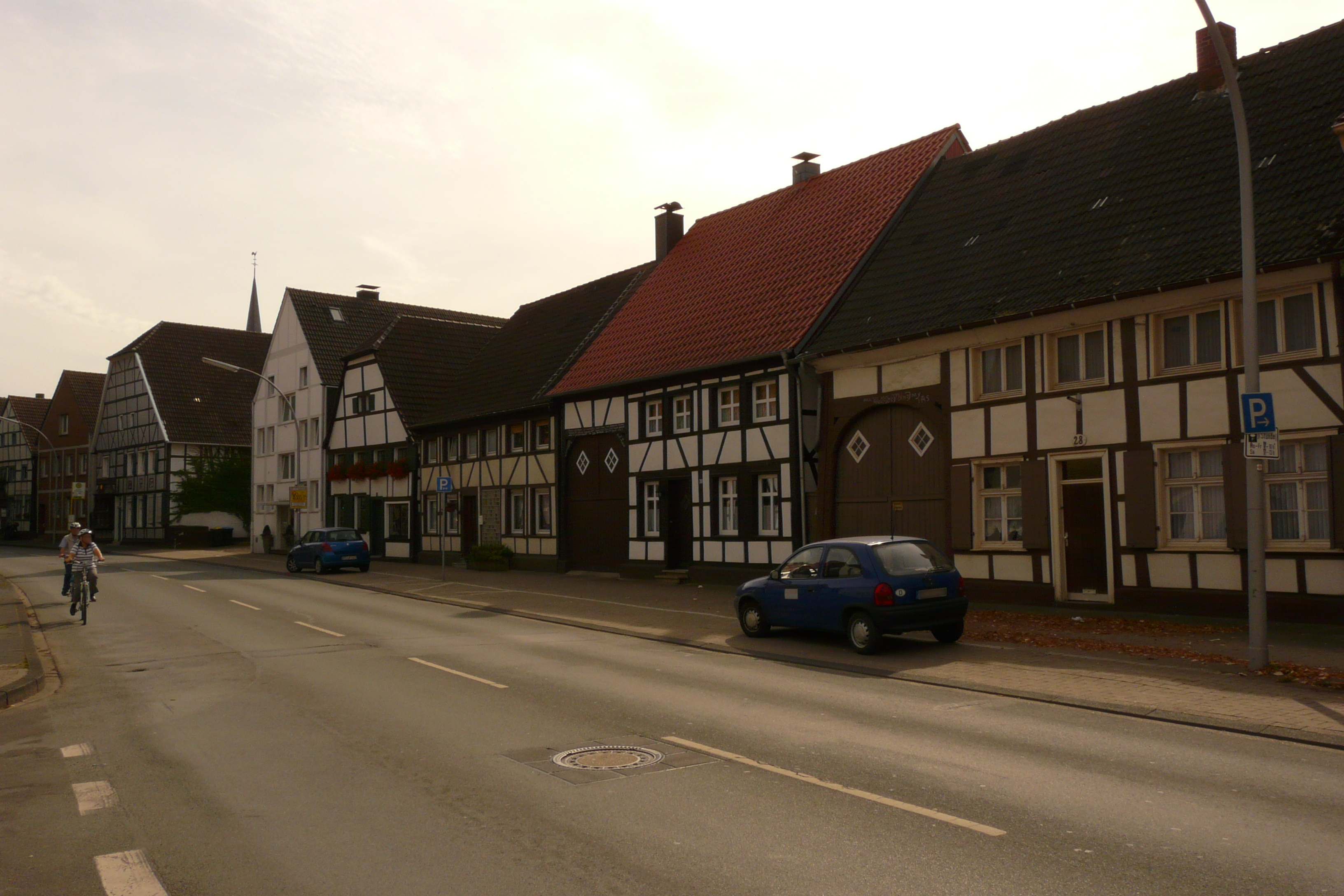
Het dorp Horneburg ten ZW van de stad
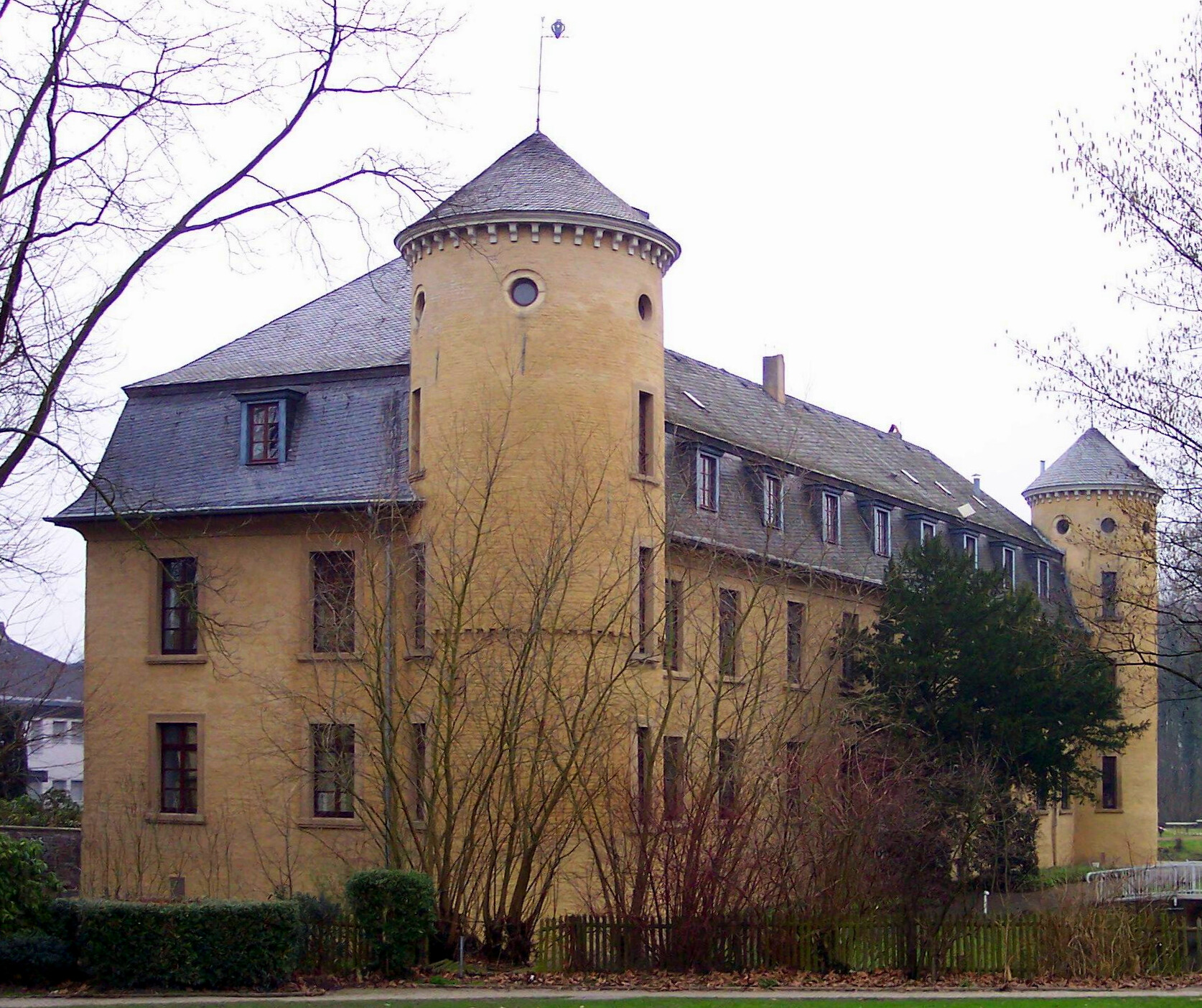
Voormalige kasteel Horneburg (internaat)
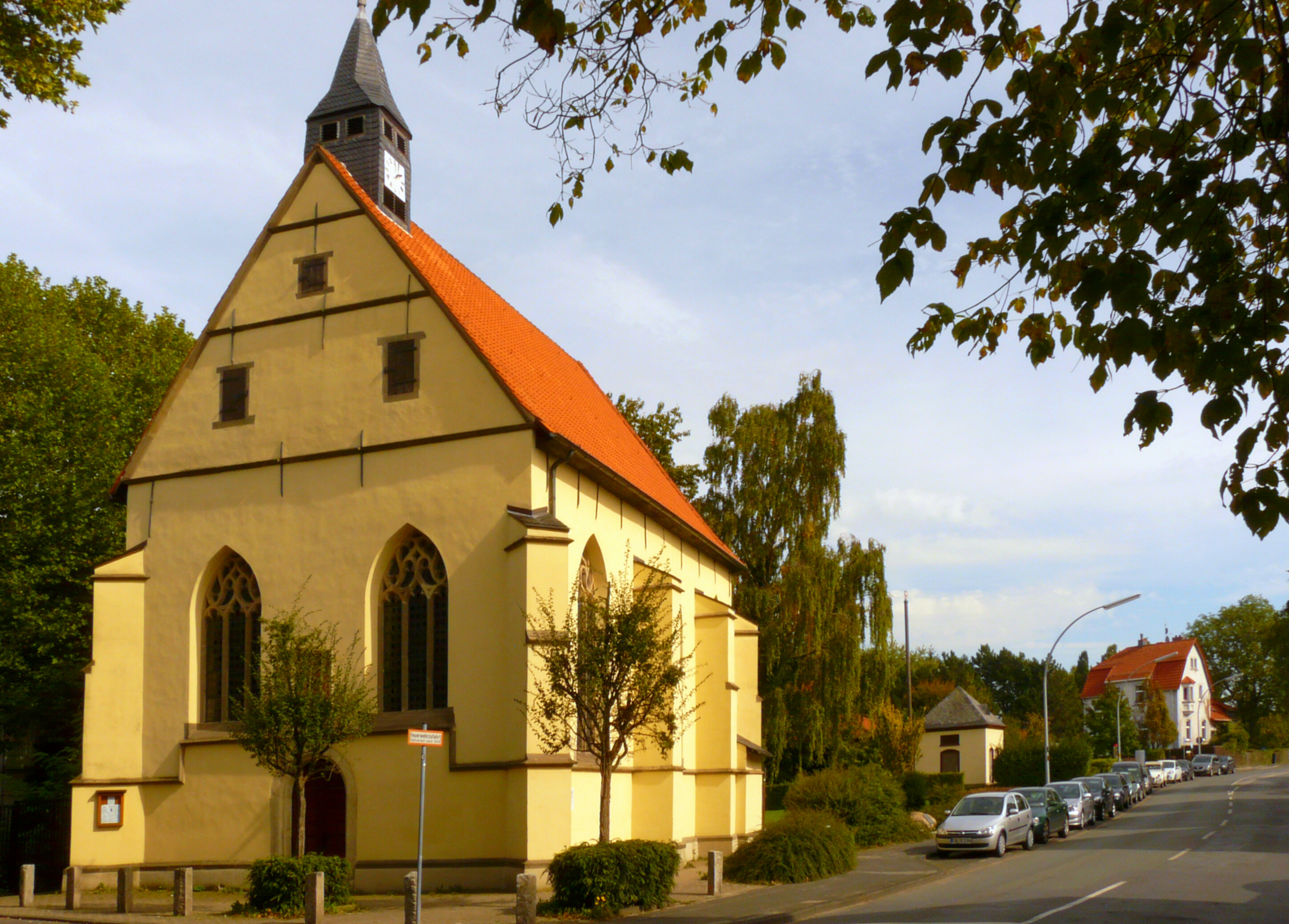
St. Maria-Magdalenakerk, Horneburg

Castrop-Rauxel ·
Datteln ·
Dorsten ·
Gladbeck ·
Haltern am See ·
Herten ·
Marl ·
Oer-Erkenschwick ·
Recklinghausen ·
Waltrop